# Élections départementales de 2021 en Vaucluse
Les élections départementales dans le Vaucluse ont lieu les 20 et 27 juin 2021.

## Contexte départemental

### Assemblée départementale sortante
Avant les élections, le conseil départemental de Vaucluse est présidé par Maurice Chabert (LR). 
Il comprend 34 conseillers départementaux issus des 17 cantons de Vaucluse. 
| Président du conseil départemental      |       |       |      |                                    |
| Maurice Chabert (LR)                    |       |       |      |                                    |
| Parti                                   | Sigle | Sigle | Élus | Groupes                            |
| Majorité (12 sièges)                    |       |       |      |                                    |
| Les Républicains                        |       | LR    | 10   | Majorité départementale            |
| Union des démocrates et indépendants    |       | UDI   | 1    | Majorité départementale            |
| Divers droite                           |       | DVD   | 1    | Majorité départementale            |
| En marche (2 sièges)                    |       |       |      |                                    |
| La République en marche                 |       | LREM  | 1    | Le Vaucluse en marche              |
| La République en marche                 |       | LREM  | 1    | Non-inscrit                        |
| Opposition de gauche (10 sièges)        |       |       |      |                                    |
| Parti socialiste                        |       | PS    | 7    | Socialiste, communiste, écologiste |
| Parti communiste français               |       | PCF   | 2    | Socialiste, communiste, écologiste |
| Europe Écologie Les Verts               |       | EÉLV  | 1    | Socialiste, communiste, écologiste |
| Opposition d'extrême-droite (10 sièges) |       |       |      |                                    |
| Rassemblement national                  |       | RN    | 5    | Rassemblement national             |
| Ligue du Sud                            |       | LdS   | 4    | Ligue du Sud                       |
| Divers droite                           |       | DVD   | 1    | Non-inscrite                       |

## Système électoral
Les élections ont lieu au scrutin majoritaire binominal à deux tours. Le système est paritaire : les candidatures sont présentées sous la forme d'un binôme composé d'une femme et d'un homme avec leurs suppléants (une femme et un homme également).
Pour être élu au premier tour, un binôme doit obtenir la majorité absolue des suffrages exprimés et un nombre de suffrages au moins égal à 25 % des électeurs inscrits. Si aucun binôme n'est élu au premier tour, seuls peuvent se présenter au second tour les binômes qui ont obtenu un nombre de suffrages au moins égal à 12,5 % des électeurs inscrits, sans possibilité pour les binômes de fusionner. Est élu au second tour le binôme qui obtient le plus grand nombre de voix.

## Résultats à l'échelle du département

### Résultats par nuances
Les nuances utilisées par le ministère de l'Intérieur ne tiennent pas compte des alliances locales.
| Binômes                  | Binômes                              | Binômes                  | Premier tour | Premier tour | Premier tour | Second tour | Second tour   | Second tour | Total | +/-           |  |
| Binômes                  | Binômes                              | Binômes                  | Voix         | %            | Sièges       | Voix        | %             | Sièges      | Total | +/-           |  |
| ------------------------ | ------------------------------------ | ------------------------ | ------------ | ------------ | ------------ | ----------- | ------------- | ----------- | ----- | ------------- |  |
|                          | Rassemblement national               | RN                       | 43 983       | 32,70        | 0            | 53 886      | 37,88         | 6           | 6     | en stagnation |  |
|                          | Union à gauche                       | UG                       | 17 004       | 12,64        | 0            | 18 171      | 12,77         | 4           | 4     | 2             |  |
|                          | Les Républicains                     | LR                       | 16 950       | 12,60        | 0            | 17 637      | 12,40         | 8           | 8     | en stagnation |  |
|                          | Divers droite                        | DVD                      | 12 533       | 9,32         | 0            | 10 023      | 7,05          | 2           | 2     | en stagnation |  |
|                          | Divers                               | DIV                      | 9 458        | 7,03         | 0            | 12 707      | 8,93          | 2           | 2     | 2             |  |
|                          | Divers gauche                        | DVG                      | 6 633        | 4,93         | 0            | 10 896      | 7,66          | 4           | 4     | 4             |  |
|                          | Union à droite                       | UD                       | 5 655        | 4,20         | 0            | 5 090       | 3,58          | 2           | 2     | en stagnation |  |
|                          | La République en marche              | REM                      | 4 867        | 3,62         | 0            |             |               |             | 0     | Nv.           |  |
|                          | Parti socialiste                     | SOC                      | 4 705        | 3,50         | 0            | 7 469       | 5,25          | 2           | 2     | 4             |  |
|                          | Extrême droite                       | EXD                      | 4 095        | 3,04         | 0            | 3 528       | 2,48          | 2           | 2     | 2             |  |
|                          | Écologistes                          | ECO                      | 2 362        | 1,76         | 0            | 2 857       | 2,01          | 2           | 2     | Nv.           |  |
|                          | Divers centre                        | DVC                      | 2 045        | 1,52         | 0            |             |               |             | 0     | Nv.           |  |
|                          | Union à gauche avec des écologistes  | UGE                      | 1 781        | 1,32         | 0            | 0           | Nv.           |             |       |               |  |
|                          | Parti communiste français            | COM                      | 1 228        | 0,91         | 0            | 0           | en stagnation |             |       |               |  |
|                          | Union des démocrates et indépendants | UDI                      | 1 018        | 0,76         | 0            | 0           | Nv.           |             |       |               |  |
|                          | Extrême gauche                       | EXG                      | 188          | 0,14         | 0            | 0           | Nv.           |             |       |               |  |
|                          |                                      |                          |              |              |              |             |               |             |       |               |  |
| Suffrages exprimés       | Suffrages exprimés                   | Suffrages exprimés       | 134 505      | 95,30        |              | 142 264     | 92,22         |             |       |               |  |
| Votes blancs             | Votes blancs                         | Votes blancs             | 4 272        | 3,03         | 8 538        | 5,53        |               |             |       |               |  |
| Votes nuls               | Votes nuls                           | Votes nuls               | 5 696        | 1,67         | 3 463        | 2,24        |               |             |       |               |  |
| Total                    | Total                                | Total                    | 141 140      | 100          | 0            | 154 265     | 100           | 34          | 34    | en stagnation |  |
| Abstentions              | Abstentions                          | Abstentions              | 262 792      | 65,06        |              | 249 805     | 61,82         |             |       |               |  |
| Inscrits / participation | Inscrits / participation             | Inscrits / participation | 403 932      | 34,94        | 404 070      | 38,18       |               |             |       |               |  |

### Assemblée départementale élue
| Président du conseil départemental     |       |       |      |                                          |
| Dominique Santoni (LR)                 |       |       |      |                                          |
| Parti                                  | Sigle | Sigle | Élus | Groupes                                  |
| Majorité (14 sièges)                   |       |       |      |                                          |
| Les Républicains                       |       | LR    | 10   | Majorité départementale                  |
| Mouvement radical                      |       | MR    | 1    | Majorité départementale                  |
| Divers droite                          |       | DVD   | 1    | Majorité départementale                  |
| Sans étiquette                         |       | SE    | 2    | Le Vaucluse autrement                    |
| Opposition de gauche (12 sièges)       |       |       |      |                                          |
| Parti socialiste                       |       | PS    | 5    | Pour un Vaucluse solidaire et écologique |
| Divers gauche                          |       | DVG   | 4    | Pour un Vaucluse solidaire et écologique |
| Parti communiste français              |       | PCF   | 1    | Pour un Vaucluse solidaire et écologique |
| Europe Écologie Les Verts              |       | EÉLV  | 2    | Europe Ecologie Les Verts                |
| Opposition d'extrême-droite (8 sièges) |       |       |      |                                          |
| Rassemblement national                 |       | RN    | 6    | Rassemblement national                   |
| Ligue du Sud                           |       | LdS   | 2    | Ligue du Sud                             |

### Élus par canton
| Canton               | Conseiller Sortant        | Parti | Parti | Conseiller Élu                 | Parti | Parti |
| -------------------- | ------------------------- | ----- | ----- | ------------------------------ | ----- | ----- |
| Apt                  | Maurice Chabert           |       | LR    | Patrick Merle                  |       | MR    |
| Apt                  | Dominique Santoni         |       | LR    | Dominique Santoni              |       | LR    |
| Avignon-1            | Darida Belaïdi            |       | PS    | Samir Allel                    |       | EÉLV  |
| Avignon-1            | Alain Moretti             |       | LREM  | Léa Louard                     |       | EÉLV  |
| Avignon-2            | Sylvie Fare               |       | EÉLV  | Laurence Lefèvre               |       | DVG   |
| Avignon-2            | Sylvain Iordanoff         |       | LREM  | Fabrice Martinez-Tocabens      |       | DVG   |
| Avignon-3            | André Castelli            |       | PCF   | André Castelli                 |       | PCF   |
| Avignon-3            | Delphine Jordan           |       | PCF   | Annick Dubois                  |       | PS    |
| Bollène              | Marie-Claude Bompard      |       | LS    | Christine Lanthelme            |       | SE    |
| Bollène              | Xavier Fruleux            |       | LS    | Anthony Zilio                  |       | SE    |
| Carpentras           | Hervé de Lépinau          |       | RN    | Hervé de Lépinau               |       | RN    |
| Carpentras           | Marie Thomas de Maleville |       | RN    | Marie Thomas de Maleville      |       | RN    |
| Cavaillon            | Élisabeth Amoros          |       | LR    | Élisabeth Amoros               |       | LR    |
| Cavaillon            | Jean-Baptiste Blanc       |       | LR    | Jean-Baptiste Blanc            |       | LR    |
| Cheval-Blanc         | Suzanne Bouchet           |       | LR    | Suzanne Bouchet                |       | LR    |
| Cheval-Blanc         | Christian Mounier         |       | DVD   | Christian Mounier              |       | DVD   |
| L'Isle-sur-la-Sorgue | Pierre Gonzalvez          |       | LR    | Marielle Fabre                 |       | LR    |
| L'Isle-sur-la-Sorgue | Clémence Marino-Philippe  |       | LR    | Pierre Gonzalvez               |       | LR    |
| Monteux              | Antonia Dufour            |       | DVD   | Florelle Bonnet                |       | RN    |
| Monteux              | Rémy Rayé                 |       | RN    | Jean-Claude Ober               |       | RN    |
| Orange               | Yann Bompard              |       | LS    | Valérie Andrès                 |       | LS    |
| Orange               | Marie-Thérèse Galmard     |       | LS    | Yann Bompard                   |       | LS    |
| Pernes-les-Fontaines | Gisèle Brun               |       | PS    | Max Raspail                    |       | PS    |
| Pernes-les-Fontaines | Max Raspail               |       | PS    | Myriam Silem                   |       | DVG   |
| Pertuis              | Jean-François Lovisolo    |       | PS    | Jean-François Lovisolo         |       | PS    |
| Pertuis              | Noëlle Trinquier          |       | PS    | Noëlle Trinquier               |       | PS    |
| Le Pontet            | Danielle Brun             |       | RN    | Danielle Brun                  |       | RN    |
| Le Pontet            | Joris Hébrard             |       | RN    | Joris Hébrard                  |       | RN    |
| Sorgues              | Laure Comte-Berger        |       | LR    | Christelle Jablonski-Castanier |       | LR    |
| Sorgues              | Thierry Lagneau           |       | LR    | Thierry Lagneau                |       | LR    |
| Vaison-la-Romaine    | Xavier Bernard            |       | PS    | Sophie Rigaut                  |       | PS    |
| Vaison-la-Romaine    | Sophie Rigaut             |       | PS    | Alexandre Roux                 |       | DVG   |
| Valréas              | Jean-Marie Roussin        |       | UDI   | Corinne Testud-Robert          |       | LR    |
| Valréas              | Corinne Testud-Robert     |       | LR    | Bruno Valle                    |       | LR    |

## Résultats par canton
Les binômes sont présentés par ordre décroissant des résultats au premier tour. En cas de victoire au second tour du binôme arrivé en deuxième place au premier, ses résultats sont indiqués en gras. 

### Canton d'Apt
| Candidats                | Candidats                | Partis                   | Nuance                   | Premier tour | Premier tour | Second tour | Second tour |
| Candidats                | Candidats                | Partis                   | Nuance                   | Voix         | %            | Voix        | %           |
| ------------------------ | ------------------------ | ------------------------ | ------------------------ | ------------ | ------------ | ----------- | ----------- |
|                          | Patrick Merle            | MR                       | UD                       | 2 896        | 33,69        | 5 090       | 57,20       |
|                          | Dominique Santoni        | LR                       | UD                       | 2 896        | 33,69        | 5 090       | 57,20       |
|                          | Richard Kitaeff          | DVD                      | DVD                      | 2 379        | 27,68        | 3 809       | 42,80       |
|                          | Peggy Rayne              | DVD                      | DVD                      | 2 379        | 27,68        | 3 809       | 42,80       |
|                          | Marie-Christine Kadler   | EÉLV                     | UG                       | 2 015        | 23,44        |             |             |
|                          | Laurent Theron           | LFI                      | UG                       | 2 015        | 23,44        |             |             |
|                          | Michèle Malivel          | LREM                     | REM                      | 1 306        | 15,19        |             |             |
|                          | Dominique Thévenieau     | LREM                     | REM                      | 1 306        | 15,19        |             |             |
|                          |                          |                          |                          |              |              |             |             |
| Suffrages exprimés       | Suffrages exprimés       | Suffrages exprimés       | Suffrages exprimés       | 8 596        | 94,71        | 8 899       | 89,24       |
| Votes blancs             | Votes blancs             | Votes blancs             | Votes blancs             | 331          | 3,65         | 733         | 7,35        |
| Votes nuls               | Votes nuls               | Votes nuls               | Votes nuls               | 149          | 1,64         | 340         | 3,41        |
| Total                    | Total                    | Total                    | Total                    | 9 076        | 100          | 9 972       | 100         |
| Abstention               | Abstention               | Abstention               | Abstention               | 14 759       | 61,92        | 13 875      | 58,18       |
| Inscrits / participation | Inscrits / participation | Inscrits / participation | Inscrits / participation | 23 835       | 38,08        | 23 847      | 41,82       |

### Canton d'Avignon-1
| Candidats                | Candidats                | Partis                   | Nuance                   | Premier tour | Premier tour | Second tour | Second tour |
| Candidats                | Candidats                | Partis                   | Nuance                   | Voix         | %            | Voix        | %           |
| ------------------------ | ------------------------ | ------------------------ | ------------------------ | ------------ | ------------ | ----------- | ----------- |
|                          | Tatiana Gavriluk         | RN                       | RN                       | 1 314        | 32,35        | 1 685       | 37,10       |
|                          | Paul Ruat                | RN                       | RN                       | 1 314        | 32,35        | 1 685       | 37,10       |
|                          | Samir Allel              | EÉLV                     | ECO                      | 1 032        | 25,41        | 2 857       | 62,90       |
|                          | Léa Louard               | EÉLV                     | ECO                      | 1 032        | 25,41        | 2 857       | 62,90       |
|                          | Coline Hafsaoui          | LREM                     | REM                      | 663          | 16,32        |             |             |
|                          | Alain Moretti            | LREM                     | REM                      | 663          | 16,32        |             |             |
|                          | Éric Deshayes            | G.s                      | UG                       | 661          | 16,27        |             |             |
|                          | Zinèbe Haddaoui          | DVG                      | UG                       | 661          | 16,27        |             |             |
|                          | Darida Belaïdi           | PS                       | DVG                      | 392          | 9,65         |             |             |
|                          | Cédrick Celaire          | DVG                      | DVG                      | 392          | 9,65         |             |             |
|                          |                          |                          |                          |              |              |             |             |
| Suffrages exprimés       | Suffrages exprimés       | Suffrages exprimés       | Suffrages exprimés       | 4 062        | 94,20        | 4 542       | 92,19       |
| Votes blancs             | Votes blancs             | Votes blancs             | Votes blancs             | 152          | 3,53         | 254         | 5,16        |
| Votes nuls               | Votes nuls               | Votes nuls               | Votes nuls               | 98           | 2,27         | 131         | 2,66        |
| Total                    | Total                    | Total                    | Total                    | 4 312        | 100          | 4 927       | 100         |
| Abstention               | Abstention               | Abstention               | Abstention               | 12 646       | 74,57        | 12 042      | 70,96       |
| Inscrits / participation | Inscrits / participation | Inscrits / participation | Inscrits / participation | 16 958       | 25,43        | 16 969      | 29,04       |

### Canton d'Avignon-2
| Candidats                | Candidats                   | Partis                   | Nuance                   | Premier tour | Premier tour | Second tour | Second tour |
| Candidats                | Candidats                   | Partis                   | Nuance                   | Voix         | %            | Voix        | %           |
| ------------------------ | --------------------------- | ------------------------ | ------------------------ | ------------ | ------------ | ----------- | ----------- |
|                          | Jean-François Mattéi        | RN                       | RN                       | 1 883        | 28,88        | 2 559       | 36,39       |
|                          | Carole Montagnac            | RN                       | RN                       | 1 883        | 28,88        | 2 559       | 36,39       |
|                          | Laurence Lefèvre            | DVG                      | DVG                      | 1 521        | 23,32        | 4 474       | 63,61       |
|                          | Fabrice Martinez-Tocabens   | DVG                      | DVG                      | 1 521        | 23,32        | 4 474       | 63,61       |
|                          | Farid Faryssy               | LFI                      | UG                       | 1 309        | 20,07        |             |             |
|                          | Patricia Tejas              | PCF                      | UG                       | 1 309        | 20,07        |             |             |
|                          | Christian Paly              | Agir                     | DVC                      | 834          | 12,79        |             |             |
|                          | Valérie Wagner              | Agir                     | DVC                      | 834          | 12,79        |             |             |
|                          | Philippe Bruey              | LR                       | LR                       | 512          | 7,85         |             |             |
|                          | Christine Chany-Dupressoire | LR                       | LR                       | 512          | 7,85         |             |             |
|                          | Ramata Ba                   | ÉCO                      | ECO                      | 250          | 3,83         |             |             |
|                          | Sylvain Iordanoff           | LREM                     | ECO                      | 250          | 3,83         |             |             |
|                          | Pierre Bories               | LR                       | LR                       | 212          | 3,25         |             |             |
|                          | Claudette Dubois            | LR                       | LR                       | 212          | 3,25         |             |             |
|                          |                             |                          |                          |              |              |             |             |
| Suffrages exprimés       | Suffrages exprimés          | Suffrages exprimés       | Suffrages exprimés       | 6 521        | 95,94        | 7 033       | 93,04       |
| Votes blancs             | Votes blancs                | Votes blancs             | Votes blancs             | 170          | 2,50         | 346         | 4,58        |
| Votes nuls               | Votes nuls                  | Votes nuls               | Votes nuls               | 106          | 1,56         | 180         | 2,38        |
| Total                    | Total                       | Total                    | Total                    | 6 797        | 100          | 7 559       | 100         |
| Abstention               | Abstention                  | Abstention               | Abstention               | 14 262       | 67,72        | 13 507      | 64,12       |
| Inscrits / participation | Inscrits / participation    | Inscrits / participation | Inscrits / participation | 21 059       | 32,28        | 21 066      | 35,88       |

### Canton d'Avignon-3
| Candidats                | Candidats                | Partis                   | Nuance                   | Premier tour | Premier tour | Second tour | Second tour |
| Candidats                | Candidats                | Partis                   | Nuance                   | Voix         | %            | Voix        | %           |
| ------------------------ | ------------------------ | ------------------------ | ------------------------ | ------------ | ------------ | ----------- | ----------- |
|                          | Anne-Sophie Rigault      | RN                       | RN                       | 3 418        | 46,90        | 3 955       | 49,22       |
|                          | Grégoire Souque          | RN                       | RN                       | 3 418        | 46,90        | 3 955       | 49,22       |
|                          | André Castelli           | PCF                      | UG                       | 2 897        | 39,75        | 4 081       | 50,78       |
|                          | Annick Dubois            | PS                       | UG                       | 2 897        | 39,75        | 4 081       | 50,78       |
|                          | Alain Navarro            | LR                       | LR                       | 973          | 13,35        |             |             |
|                          | Kheira Seddik            | LR                       | LR                       | 973          | 13,35        |             |             |
|                          |                          |                          |                          |              |              |             |             |
| Suffrages exprimés       | Suffrages exprimés       | Suffrages exprimés       | Suffrages exprimés       | 7 288        | 95,73        | 8 036       | 94,72       |
| Votes blancs             | Votes blancs             | Votes blancs             | Votes blancs             | 186          | 2,44         | 272         | 3,21        |
| Votes nuls               | Votes nuls               | Votes nuls               | Votes nuls               | 139          | 1,83         | 176         | 2,07        |
| Total                    | Total                    | Total                    | Total                    | 7 613        | 100          | 8 484       | 100         |
| Abstention               | Abstention               | Abstention               | Abstention               | 15 892       | 67,61        | 15 021      | 63,91       |
| Inscrits / participation | Inscrits / participation | Inscrits / participation | Inscrits / participation | 23 505       | 32,39        | 23 505      | 36,09       |

### Canton de Bollène
| Candidats                | Candidats                | Partis                   | Nuance                   | Premier tour | Premier tour | Second tour | Second tour |
| Candidats                | Candidats                | Partis                   | Nuance                   | Voix         | %            | Voix        | %           |
| ------------------------ | ------------------------ | ------------------------ | ------------------------ | ------------ | ------------ | ----------- | ----------- |
|                          | Christine Lanthelme      | SE                       | DIV                      | 3 937        | 50,77        | 4 954       | 57,30       |
|                          | Anthony Zilio            | SE                       | DIV                      | 3 937        | 50,77        | 4 954       | 57,30       |
|                          | Jean-Jacques Malapert    | LDP                      | RN                       | 2 087        | 26,91        | 3 692       | 42,70       |
|                          | Bernadette Pelletier     | DVD                      | RN                       | 2 087        | 26,91        | 3 692       | 42,70       |
|                          | Marie-Claude Bompard     | LS                       | EXD                      | 1 731        | 22,32        |             |             |
|                          | Christian Vinsonneau     | LS                       | EXD                      | 1 731        | 22,32        |             |             |
|                          |                          |                          |                          |              |              |             |             |
| Suffrages exprimés       | Suffrages exprimés       | Suffrages exprimés       | Suffrages exprimés       | 7 755        | 94,55        | 8 646       | 95,47       |
| Votes blancs             | Votes blancs             | Votes blancs             | Votes blancs             | 256          | 3,12         | 240         | 2,65        |
| Votes nuls               | Votes nuls               | Votes nuls               | Votes nuls               | 191          | 2,33         | 170         | 1,88        |
| Total                    | Total                    | Total                    | Total                    | 8 202        | 100          | 9 056       | 100         |
| Abstention               | Abstention               | Abstention               | Abstention               | 15 892       | 65,96        | 15 043      | 62,42       |
| Inscrits / participation | Inscrits / participation | Inscrits / participation | Inscrits / participation | 24 094       | 34,04        | 24 099      | 37,58       |

### Canton de Carpentras
| Candidats                | Candidats                  | Partis                   | Nuance                   | Premier tour | Premier tour | Second tour | Second tour |
| Candidats                | Candidats                  | Partis                   | Nuance                   | Voix         | %            | Voix        | %           |
| ------------------------ | -------------------------- | ------------------------ | ------------------------ | ------------ | ------------ | ----------- | ----------- |
|                          | Hervé de Lépinau,          | RN                       | RN                       | 3 350        | 41,89        | 4 426       | 50,80       |
|                          | Marie Thomas de Maleville, | RN                       | RN                       | 3 350        | 41,89        | 4 426       | 50,80       |
|                          | Francis Adolphe            | DVG                      | DIV                      | 1 715        | 21,44        | 4 287       | 49,20       |
|                          | Astrid Jourdan             | DVG                      | DIV                      | 1 715        | 21,44        | 4 287       | 49,20       |
|                          | Franck Meseguer-Salvadore  | G.s                      | DVG                      | 1 219        | 15,24        |             |             |
|                          | Victorine Surtel           | DVG                      | DVG                      | 1 219        | 15,24        |             |             |
|                          | Denis Morandeau            | LREM                     | REM                      | 866          | 10,83        |             |             |
|                          | Nathalie Mus               | LREM                     | REM                      | 866          | 10,83        |             |             |
|                          | Marc Jaume                 | LR                       | LR                       | 848          | 10,60        |             |             |
|                          | Corinne Vendran            | LR                       | LR                       | 848          | 10,60        |             |             |
|                          |                            |                          |                          |              |              |             |             |
| Suffrages exprimés       | Suffrages exprimés         | Suffrages exprimés       | Suffrages exprimés       | 7 998        | 96,59        | 8 713       | 92,44       |
| Votes blancs             | Votes blancs               | Votes blancs             | Votes blancs             | 159          | 1,92         | 462         | 4,90        |
| Votes nuls               | Votes nuls                 | Votes nuls               | Votes nuls               | 123          | 1,49         | 251         | 2,66        |
| Total                    | Total                      | Total                    | Total                    | 8 280        | 100          | 9 426       | 100         |
| Abstention               | Abstention                 | Abstention               | Abstention               | 16 524       | 66,62        | 15 390      | 62,02       |
| Inscrits / participation | Inscrits / participation   | Inscrits / participation | Inscrits / participation | 24 804       | 33,38        | 9 426       | 37,98       |

### Canton de Cavaillon
| Candidats                | Candidats                | Partis                   | Nuance                   | Premier tour | Premier tour | Second tour | Second tour |
| Candidats                | Candidats                | Partis                   | Nuance                   | Voix         | %            | Voix        | %           |
| ------------------------ | ------------------------ | ------------------------ | ------------------------ | ------------ | ------------ | ----------- | ----------- |
|                          | Bénédicte Auzanot        | RN                       | RN                       | 2 680        | 44,37        | 3 302       | 45,85       |
|                          | Jean-Pierre Peyrard      | LDP                      | RN                       | 2 680        | 44,37        | 3 302       | 45,85       |
|                          | Élisabeth Amoros         | LR                       | LR                       | 2 335        | 38,66        | 3 900       | 54,15       |
|                          | Jean-Baptiste Blanc      | LR                       | LR                       | 2 335        | 38,66        | 3 900       | 54,15       |
|                          | Frédéric Martin          | LREM                     | REM                      | 1 025        | 16,97        |             |             |
|                          | Malika Di Fraja          | LREM                     | REM                      | 1 025        | 16,97        |             |             |
|                          |                          |                          |                          |              |              |             |             |
| Suffrages exprimés       | Suffrages exprimés       | Suffrages exprimés       | Suffrages exprimés       | 6 040        | 92,21        | 7 202       | 95,18       |
| Votes blancs             | Votes blancs             | Votes blancs             | Votes blancs             | 341          | 5,21         | 231         | 3,05        |
| Votes nuls               | Votes nuls               | Votes nuls               | Votes nuls               | 169          | 2,58         | 134         | 1,77        |
| Total                    | Total                    | Total                    | Total                    | 6 550        | 100          | 7 567       | 100         |
| Abstention               | Abstention               | Abstention               | Abstention               | 14 282       | 68,56        | 13 270      | 63,68       |
| Inscrits / participation | Inscrits / participation | Inscrits / participation | Inscrits / participation | 20 832       | 31,44        | 20 837      | 36,32       |

### Canton de Cheval-Blanc
| Candidats                | Candidats                | Partis                   | Nuance                   | Premier tour | Premier tour | Second tour | Second tour |
| Candidats                | Candidats                | Partis                   | Nuance                   | Voix         | %            | Voix        | %           |
| ------------------------ | ------------------------ | ------------------------ | ------------------------ | ------------ | ------------ | ----------- | ----------- |
|                          | Suzanne Bouchet          | LR                       | DVD                      | 3 788        | 40,50        | 6 214       | 64,19       |
|                          | Christian Mounier        | DVD                      | DVD                      | 3 788        | 40,50        | 6 214       | 64,19       |
|                          | Samantha Khalizoff       | G.s                      | DIV                      | 2 806        | 30,00        | 3 466       | 35,81       |
|                          | André Rousset            | EÉLV                     | DIV                      | 2 806        | 30,00        | 3 466       | 35,81       |
|                          | Laetitia Lucy            | LDP                      | RN                       | 2 758        | 29,49        |             |             |
|                          | Dominique Roujon         | LDP                      | RN                       | 2 758        | 29,49        |             |             |
|                          |                          |                          |                          |              |              |             |             |
| Suffrages exprimés       | Suffrages exprimés       | Suffrages exprimés       | Suffrages exprimés       | 9 352        | 96,90        | 9 680       | 92,60       |
| Votes blancs             | Votes blancs             | Votes blancs             | Votes blancs             | 187          | 1,94         | 529         | 5,06        |
| Votes nuls               | Votes nuls               | Votes nuls               | Votes nuls               | 112          | 1,16         | 245         | 2,34        |
| Total                    | Total                    | Total                    | Total                    | 9 651        | 100          | 10 454      | 100         |
| Abstention               | Abstention               | Abstention               | Abstention               | 15 702       | 61,93        | 14 907      | 58,78       |
| Inscrits / participation | Inscrits / participation | Inscrits / participation | Inscrits / participation | 25 353       | 38,07        | 25 361      | 41,22       |

### Canton de L'Isle-sur-la-Sorgue
| Candidats                | Candidats                   | Partis                   | Nuance                   | Premier tour | Premier tour | Second tour | Second tour |
| Candidats                | Candidats                   | Partis                   | Nuance                   | Voix         | %            | Voix        | %           |
| ------------------------ | --------------------------- | ------------------------ | ------------------------ | ------------ | ------------ | ----------- | ----------- |
|                          | Marielle Fabre              | LR                       | LR                       | 3 474        | 40,75        | 5 737       | 65,13       |
|                          | Pierre Gonzalvez            | LR                       | LR                       | 3 474        | 40,75        | 5 737       | 65,13       |
|                          | Dominique Buisson           | LDP                      | RN                       | 2 536        | 29,74        | 3 071       | 34,87       |
|                          | Christian Montagnard        | LDP                      | RN                       | 2 536        | 29,74        | 3 071       | 34,87       |
|                          | Véronique Agogue-Fernaillon | EÉLV                     | UGE                      | 1 781        | 20,89        |             |             |
|                          | Bruce Royer                 | PCF                      | UGE                      | 1 781        | 20,89        |             |             |
|                          | Marie-Laure Courbet         | DVD                      | DVD                      | 735          | 8,62         |             |             |
|                          | Christian Montagard         | DVD                      | DVD                      | 735          | 8,62         |             |             |
|                          |                             |                          |                          |              |              |             |             |
| Suffrages exprimés       | Suffrages exprimés          | Suffrages exprimés       | Suffrages exprimés       | 8 526        | 96,97        | 8 808       | 94,04       |
| Votes blancs             | Votes blancs                | Votes blancs             | Votes blancs             | 156          | 1,77         | 330         | 3,52        |
| Votes nuls               | Votes nuls                  | Votes nuls               | Votes nuls               | 110          | 1,25         | 228         | 2,43        |
| Total                    | Total                       | Total                    | Total                    | 8 792        | 100          | 9 366       | 100         |
| Abstention               | Abstention                  | Abstention               | Abstention               | 17 282       | 66,28        | 16 716      | 64,09       |
| Inscrits / participation | Inscrits / participation    | Inscrits / participation | Inscrits / participation | 26 074       | 33,72        | 26 082      | 35,91       |

### Canton de Monteux
| Candidats                | Candidats                | Partis                   | Nuance                   | Premier tour | Premier tour | Second tour | Second tour |
| Candidats                | Candidats                | Partis                   | Nuance                   | Voix         | %            | Voix        | %           |
| ------------------------ | ------------------------ | ------------------------ | ------------------------ | ------------ | ------------ | ----------- | ----------- |
|                          | Florelle Bonnet          | RN                       | RN                       | 3 414        | 38,79        | 4 805       | 51,25       |
|                          | Jean-Claude Ober         | RN                       | RN                       | 3 414        | 38,79        | 4 805       | 51,25       |
|                          | Olivia Lalaurie          | DVG                      | UG                       | 2 269        | 25,78        | 4 570       | 48,75       |
|                          | Guy Moureau              | PCF                      | UG                       | 2 269        | 25,78        | 4 570       | 48,75       |
|                          | Bruno Allemand           | DVC                      | DVC                      | 1 211        | 13,76        |             |             |
|                          | Carine Blanc             | LREM                     | DVC                      | 1 211        | 13,76        |             |             |
|                          | Isabelle Kiffer          | LR                       | LR                       | 1 098        | 12,47        |             |             |
|                          | Michel Terrisse          | LR                       | LR                       | 1 098        | 12,47        |             |             |
|                          | André Aeillo             | DVD                      | DVD                      | 562          | 6,38         |             |             |
|                          | Antonia Dufour           | DVD                      | DVD                      | 562          | 6,38         |             |             |
|                          | Roselyne Macario         | DVD                      | DVD                      | 248          | 2,82         |             |             |
|                          | Marc Trousse             | DVD                      | DVD                      | 248          | 2,82         |             |             |
|                          |                          |                          |                          |              |              |             |             |
| Suffrages exprimés       | Suffrages exprimés       | Suffrages exprimés       | Suffrages exprimés       | 8 802        | 95,31        | 9 375       | 92,41       |
| Votes blancs             | Votes blancs             | Votes blancs             | Votes blancs             | 287          | 3,11         | 495         | 4,88        |
| Votes nuls               | Votes nuls               | Votes nuls               | Votes nuls               | 146          | 1,58         | 275         | 2,71        |
| Total                    | Total                    | Total                    | Total                    | 9 235        | 100          | 10 145      | 100         |
| Abstention               | Abstention               | Abstention               | Abstention               | 17 813       | 65,86        | 16 900      | 62,49       |
| Inscrits / participation | Inscrits / participation | Inscrits / participation | Inscrits / participation | 27 048       | 34,14        | 27 045      | 37,51       |

### Canton d'Orange
| Candidats                | Candidats                | Partis                   | Nuance                   | Premier tour | Premier tour | Second tour | Second tour |
| Candidats                | Candidats                | Partis                   | Nuance                   | Voix         | %            | Voix        | %           |
| ------------------------ | ------------------------ | ------------------------ | ------------------------ | ------------ | ------------ | ----------- | ----------- |
|                          | Yann Bompard             | LS                       | EXD                      | 2 364        | 30,51        | 3 528       | 56,81       |
|                          | Valérie Andrès           | LS                       | EXD                      | 2 364        | 30,51        | 3 528       | 56,81       |
|                          | André-Yves Beck          | RN                       | RN                       | 2 204        | 28,45        | 2 682       | 43,19       |
|                          | Frédérique Vidal         | LDP                      | RN                       | 2 204        | 28,45        | 2 682       | 43,19       |
|                          | Patrick Savignan         | PCF                      | UG                       | 1 511        | 19,50        |             |             |
|                          | Yasmina Vaudron          | PCF                      | UG                       | 1 511        | 19,50        |             |             |
|                          | Gilles Laroyenne         | UDI                      | UDI                      | 1 018        | 13,14        |             |             |
|                          | Agnès Semet              | DVC                      | UDI                      | 1 018        | 13,14        |             |             |
|                          | Sylvie Faresse           | LR                       | LR                       | 651          | 8,40         |             |             |
|                          | David Marseille          | LR                       | LR                       | 651          | 8,40         |             |             |
|                          |                          |                          |                          |              |              |             |             |
| Suffrages exprimés       | Suffrages exprimés       | Suffrages exprimés       | Suffrages exprimés       | 7 748        | 94,01        | 6 210       | 71,60       |
| Votes blancs             | Votes blancs             | Votes blancs             | Votes blancs             | 439          | 5,33         | 2 316       | 26,70       |
| Votes nuls               | Votes nuls               | Votes nuls               | Votes nuls               | 55           | 0,67         | 147         | 1,69        |
| Total                    | Total                    | Total                    | Total                    | 8 242        | 100          | 8 673       | 100         |
| Abstention               | Abstention               | Abstention               | Abstention               | 16 975       | 67,32        | 16 556      | 65,62       |
| Inscrits / participation | Inscrits / participation | Inscrits / participation | Inscrits / participation | 25 217       | 32,68        | 25 229      | 34,38       |

### Canton de Pernes-les-Fontaines
| Candidats                | Candidats                | Partis                   | Nuance                   | Premier tour | Premier tour | Second tour | Second tour |
| Candidats                | Candidats                | Partis                   | Nuance                   | Voix         | %            | Voix        | %           |
| ------------------------ | ------------------------ | ------------------------ | ------------------------ | ------------ | ------------ | ----------- | ----------- |
|                          | Georges Michel           | RN                       | RN                       | 3 465        | 32,25        | 5 015       | 43,85       |
|                          | Catherine Rimbert        | RN                       | RN                       | 3 465        | 32,25        | 5 015       | 43,85       |
|                          | Max Raspail              | PS                       | DVG                      | 2 866        | 26,67        | 6 422       | 56,15       |
|                          | Myriam Silem             | DVC                      | DVG                      | 2 866        | 26,67        | 6 422       | 56,15       |
|                          | Laurent Comtat           | DVD                      | DVD                      | 1 711        | 15,92        |             |             |
|                          | Laurence Guittet         | DVD                      | DVD                      | 1 711        | 15,92        |             |             |
|                          | Patrice Aubert           | LR                       | LR                       | 1 475        | 13,73        |             |             |
|                          | Audrey Raynaud           | LR                       | LR                       | 1 475        | 13,73        |             |             |
|                          | Myriam Macaire           | PCF                      | COM                      | 1 228        | 11,43        |             |             |
|                          | Bruno Verdi              | PCF                      | COM                      | 1 228        | 11,43        |             |             |
|                          |                          |                          |                          |              |              |             |             |
| Suffrages exprimés       | Suffrages exprimés       | Suffrages exprimés       | Suffrages exprimés       | 10 745       | 95,55        | 11 437      | 93,32       |
| Votes blancs             | Votes blancs             | Votes blancs             | Votes blancs             | 339          | 3,01         | 563         | 4,59        |
| Votes nuls               | Votes nuls               | Votes nuls               | Votes nuls               | 161          | 1,43         | 256         | 2,09        |
| Total                    | Total                    | Total                    | Total                    | 11 245       | 100          | 12 256      | 100         |
| Abstention               | Abstention               | Abstention               | Abstention               | 16 688       | 59,74        | 15 718      | 56,19       |
| Inscrits / participation | Inscrits / participation | Inscrits / participation | Inscrits / participation | 27 933       | 40,26        | 27 974      | 43,81       |

### Canton de Pertuis
| Candidats                | Candidats                | Partis                   | Nuance                   | Premier tour | Premier tour | Second tour | Second tour |
| Candidats                | Candidats                | Partis                   | Nuance                   | Voix         | %            | Voix        | %           |
| ------------------------ | ------------------------ | ------------------------ | ------------------------ | ------------ | ------------ | ----------- | ----------- |
|                          | Jean-François Lovisolo   | PS                       | SOC                      | 4 705        | 45,77        | 7 469       | 69,36       |
|                          | Noëlle Trinquier         | PS                       | SOC                      | 4 705        | 45,77        | 7 469       | 69,36       |
|                          | Jade Escoffier           | LDP                      | RN                       | 2 312        | 22,49        | 3 299       | 30,64       |
|                          | Aymonn Mathieu           | RN                       | RN                       | 2 312        | 22,49        | 3 299       | 30,64       |
|                          | Henri Lafon              | LR                       | UD                       | 1 930        | 18,78        |             |             |
|                          | Catherine Serra          | LR                       | UD                       | 1 930        | 18,78        |             |             |
|                          | Philippe Grospellier     | LREM                     | REM                      | 1 007        | 9,80         |             |             |
|                          | Catherine Malinge-Mehdi  | LREM                     | REM                      | 1 007        | 9,80         |             |             |
|                          | Odile Boutillon          | DVD                      | DVD                      | 325          | 3,16         |             |             |
|                          | Michel Simos             | DVD                      | DVD                      | 325          | 3,16         |             |             |
|                          |                          |                          |                          |              |              |             |             |
| Suffrages exprimés       | Suffrages exprimés       | Suffrages exprimés       | Suffrages exprimés       | 10 279       | 96,63        | 10 768      | 95,30       |
| Votes blancs             | Votes blancs             | Votes blancs             | Votes blancs             | 212          | 1,99         | 355         | 3,14        |
| Votes nuls               | Votes nuls               | Votes nuls               | Votes nuls               | 147          | 1,38         | 176         | 1,56        |
| Total                    | Total                    | Total                    | Total                    | 10 638       | 100          | 11 299      | 100         |
| Abstention               | Abstention               | Abstention               | Abstention               | 19 936       | 65,21        | 19 282      | 63,05       |
| Inscrits / participation | Inscrits / participation | Inscrits / participation | Inscrits / participation | 30 574       | 34,79        | 30 581      | 36,95       |

### Canton du Pontet
| Candidats                | Candidats                | Partis                   | Nuance                   | Premier tour | Premier tour | Second tour | Second tour |
| Candidats                | Candidats                | Partis                   | Nuance                   | Voix         | %            | Voix        | %           |
| ------------------------ | ------------------------ | ------------------------ | ------------------------ | ------------ | ------------ | ----------- | ----------- |
|                          | Danielle Brun            | RN                       | RN                       | 5 146        | 59,83        | 5 577       | 59,53       |
|                          | Joris Hébrard            | RN                       | RN                       | 5 146        | 59,83        | 5 577       | 59,53       |
|                          | Philippe Pascal          | DVG                      | UG                       | 3 455        | 40,17        | 3 791       | 40,47       |
|                          | Fabienne Vera            | PCF                      | UG                       | 3 455        | 40,17        | 3 791       | 40,47       |
|                          |                          |                          |                          |              |              |             |             |
| Suffrages exprimés       | Suffrages exprimés       | Suffrages exprimés       | Suffrages exprimés       | 8 601        | 91,33        | 9 368       | 92,34       |
| Votes blancs             | Votes blancs             | Votes blancs             | Votes blancs             | 529          | 5,62         | 487         | 4,80        |
| Votes nuls               | Votes nuls               | Votes nuls               | Votes nuls               | 288          | 3,06         | 290         | 2,86        |
| Total                    | Total                    | Total                    | Total                    | 9 418        | 100          | 10 145      | 100         |
| Abstention               | Abstention               | Abstention               | Abstention               | 18 272       | 65,99        | 17 548      | 63,37       |
| Inscrits / participation | Inscrits / participation | Inscrits / participation | Inscrits / participation | 27 690       | 34,01        | 27 693      | 36,63       |

### Canton de Sorgues
| Candidats                | Candidats                      | Partis                   | Nuance                   | Premier tour | Premier tour | Second tour | Second tour |
| Candidats                | Candidats                      | Partis                   | Nuance                   | Voix         | %            | Voix        | %           |
| ------------------------ | ------------------------------ | ------------------------ | ------------------------ | ------------ | ------------ | ----------- | ----------- |
|                          | Christelle Jablonski-Castanier | LR                       | LR                       | 4 298        | 49,74        | 5 722       | 61,31       |
|                          | Thierry Lagneau                | LR                       | LR                       | 4 298        | 49,74        | 5 722       | 61,31       |
|                          | Valéry Dury                    | RN                       | RN                       | 3 075        | 35,59        | 3 611       | 38,69       |
|                          | Fanny Lauzen-Jeudy             | LDP                      | RN                       | 3 075        | 35,59        | 3 611       | 38,69       |
|                          | Sabah Badji                    | EÉLV                     | ECO                      | 1 080        | 12,50        |             |             |
|                          | David Bellucci                 | ÉCO                      | ECO                      | 1 080        | 12,50        |             |             |
|                          | Chantal Bonnelo                | POID                     | EXG                      | 188          | 2,18         |             |             |
|                          | Stéphane Geslin                | POID                     | EXG                      | 188          | 2,18         |             |             |
|                          |                                |                          |                          |              |              |             |             |
| Suffrages exprimés       | Suffrages exprimés             | Suffrages exprimés       | Suffrages exprimés       | 8 641        | 96,34        | 9 333       | 95,79       |
| Votes blancs             | Votes blancs                   | Votes blancs             | Votes blancs             | 193          | 2,15         | 255         | 2,62        |
| Votes nuls               | Votes nuls                     | Votes nuls               | Votes nuls               | 135          | 1,51         | 155         | 1,59        |
| Total                    | Total                          | Total                    | Total                    | 8 969        | 100          | 9 743       | 100         |
| Abstention               | Abstention                     | Abstention               | Abstention               | 17 446       | 66,05        | 16 680      | 63,13       |
| Inscrits / participation | Inscrits / participation       | Inscrits / participation | Inscrits / participation | 26 415       | 33,95        | 26 423      | 36,87       |

### Canton de Vaison-la-Romaine
| Candidats                | Candidats                | Partis                   | Nuance                   | Premier tour | Premier tour | Second tour | Second tour |
| Candidats                | Candidats                | Partis                   | Nuance                   | Voix         | %            | Voix        | %           |
| ------------------------ | ------------------------ | ------------------------ | ------------------------ | ------------ | ------------ | ----------- | ----------- |
|                          | Philippe de Beauregard   | RN                       | RN                       | 3 078        | 31,57        | 4 549       | 44,26       |
|                          | Olivia Gazzano           | RN                       | RN                       | 3 078        | 31,57        | 4 549       | 44,26       |
|                          | Sophie Rigaut            | PS                       | UG                       | 2 887        | 29,61        | 5 729       | 55,74       |
|                          | Alexandre Roux           | DVG                      | UG                       | 2 887        | 29,61        | 5 729       | 55,74       |
|                          | Chantal Mure             | DVD                      | DVD                      | 2 480        | 25,44        |             |             |
|                          | Roger Rossin             | DVD                      | DVD                      | 2 480        | 25,44        |             |             |
|                          | Jean-Alain Mazas         | SE                       | DIV                      | 1 000        | 10,26        |             |             |
|                          | Alexandrine Meynaud      | SE                       | DIV                      | 1 000        | 10,26        |             |             |
|                          | Pascal Combe             | LS                       | DVD                      | 305          | 3,13         |             |             |
|                          | Laure Pellier            | LS                       | DVD                      | 305          | 3,13         |             |             |
|                          |                          |                          |                          |              |              |             |             |
| Suffrages exprimés       | Suffrages exprimés       | Suffrages exprimés       | Suffrages exprimés       | 9 750        | 95,97        | 10 278      | 93,91       |
| Votes blancs             | Votes blancs             | Votes blancs             | Votes blancs             | 242          | 2,38         | 442         | 4,04        |
| Votes nuls               | Votes nuls               | Votes nuls               | Votes nuls               | 167          | 1,64         | 224         | 2,05        |
| Total                    | Total                    | Total                    | Total                    | 10 159       | 100          | 10 944      | 100         |
| Abstention               | Abstention               | Abstention               | Abstention               | 12 707       | 55,57        | 11 921      | 52,14       |
| Inscrits / participation | Inscrits / participation | Inscrits / participation | Inscrits / participation | 22 866       | 44,43        | 22 865      | 47,86       |

### Canton de Valréas
| Candidats                | Candidats                | Partis                   | Nuance                   | Premier tour | Premier tour | Second tour | Second tour |
| Candidats                | Candidats                | Partis                   | Nuance                   | Voix         | %            | Voix        | %           |
| ------------------------ | ------------------------ | ------------------------ | ------------------------ | ------------ | ------------ | ----------- | ----------- |
|                          | Damien Broc              | RN                       | RN                       | 1 263        | 33,23        | 1 658       | 42,12       |
|                          | Ludivine Suau            | RN                       | RN                       | 1 263        | 33,23        | 1 658       | 42,12       |
|                          | Corinne Testud-Robert    | LR                       | LR                       | 1 074        | 28,26        | 2 278       | 57,88       |
|                          | Bruno Valle              | LR                       | LR                       | 1 074        | 28,26        | 2 278       | 57,88       |
|                          | Mylène Pourraz           | DVD                      | UD                       | 829          | 21,81        |             |             |
|                          | Jean-Marie Roussin       | UDI                      | UD                       | 829          | 21,81        |             |             |
|                          | Marie-Claude Mandrin     | PS                       | DVG                      | 635          | 16,71        |             |             |
|                          | Bernard Racanière        | PS                       | DVG                      | 635          | 16,71        |             |             |
|                          | Victoria Chenaie         | LS                       | EXD                      | 0            | 0            |             |             |
|                          | Jacques Pertek           | LS                       | EXD                      | 0            | 0            |             |             |
|                          |                          |                          |                          |              |              |             |             |
| Suffrages exprimés       | Suffrages exprimés       | Suffrages exprimés       | Suffrages exprimés       | 3 801        | 95,96        | 3 936       | 92,63       |
| Votes blancs             | Votes blancs             | Votes blancs             | Votes blancs             | 93           | 2,35         | 228         | 5,37        |
| Votes nuls               | Votes nuls               | Votes nuls               | Votes nuls               | 67           | 1,69         | 85          | 2,00        |
| Total                    | Total                    | Total                    | Total                    | 3 961        | 100          | 4 249       | 100         |
| Abstention               | Abstention               | Abstention               | Abstention               | 5 714        | 59,06        | 5 429       | 56,10       |
| Inscrits / participation | Inscrits / participation | Inscrits / participation | Inscrits / participation | 9 675        | 40,94        | 9 678       | 44,90       |